# Gagik Dagbašjan
Gagik Dagbašjan (arménsky Գագիկ Դաղբաշյան; * 19. října 1990, Jerevan) je arménský fotbalový obránce a reprezentant, od roku 2016 hráč klubu Alaškert Jerevan.

## Klubová kariéra
Je odchovancem arménského klubu FC Bananc. S klubem získal titul v poháru (2007) a domácí lize (2013/14 – byl to vůbec první titul Banancu od vzniku nejvyšší arménské ligy po rozpadu SSSR).
V lednu 2015 přestoupil do slovenského prvoligového klubu MFK Ružomberok, kde podepsal smlouvu na rok a půl. Z Ružomberku hostoval v týmu MFK Dolný Kubín.

V roce 2016 se vrátil do Arménie a posílil klub Alaškert Jerevan.

## Reprezentační kariéra
Dagbašjan má za sebou starty za mládežnický výběr Arménie v kategorii do 21 let.
V A-mužstvu Arménie debutoval 28. 2. 2012 v přátelském zápase v Limassolu proti týmu Srbska (porážka 0:2).